# Mangué Camara
Mangué Camara (Macenta, 15 de setembro de 1982) é um ex-futebolista profissional guineense que atuava como meia.

## Carreira
Mangué Camara representou o elenco da Seleção Guineense de Futebol no Campeonato Africano das Nações de 2004.

## Ligaçães externas
- Mangué Camara em National-Football-Teams.com